# Bazoul
 (septembre 2015).
Si vous disposez d'ouvrages ou d'articles de référence ou si vous connaissez des sites web de qualité traitant du thème abordé ici, merci de compléter l'article en donnant les références utiles à sa vérifiabilité et en les liant à la section « Notes et références ».
Bazoul (بازول) est un village situé au nord de la commune de Taher dans le wilaya de Jijel en Algérie. Ce petit hameau devenu une agglomération secondaire en 1977 doit son origine à une ancienne ferme coloniale. il est découpé en cinq sous-quartiers : Dradar, Bazoul ancien, El kharouba, Zaoya et Dar Elouad, 
Bazoul est desservi par la  route nationale N°43 ainsi que la ligne de chemin de fer Ramdane Djamel et du port international Djen-Djen, catalyseur de l'économie et du développement local national et international.

## Démographie
année----------------1987-----------1998-----------2008-----------2013
Population----------3949-----------5689-----------6543-----------8395
La taille moyen du ménage en 2008 est de 5,23 personnes par ménage.

## Topographie
Zone touristique dotée d'une plage estivale, Bazoul recèle d'un immense potentiel naturel, de paysages terrestres et marins exceptionnels